# Hermann Michael Niemann
Hermann Michael Niemann (* 19. Oktober 1948 in Rostock) ist ein deutscher evangelischer Theologe und Professor für Altes Testament und Biblische Archäologie an der Universität Rostock.

## Zur Biographie
Nach dem Studium an der Universität Rostock und der Humboldt-Universität in Berlin (1967–1972) wurde Niemann erst befristeter, dann unbefristeter Assistent im Wissenschaftsbereich Altes Testament an der Universität Rostock und Lektor für Hebräisch.
1980 wurde er mit der Arbeit „Untersuchungen zur Herkunft und Geschichte des Stammes Dan“ in Rostock zum Dr. theol. promoviert. 1991 habilitierte er sich mit einer Arbeit zur soziokulturellen Entwicklung im monarchischen Israel an der Theologischen Fakultät in Rostock.
1993 nahm Niemann einen Lehrauftrag an der Universität Hamburg wahr und ist seit 1. Juli 1993 ordentlicher Professor für Altes Testament und Biblische Archäologie an der Universität Rostock. 2000 und 2002 hielt er als Gast Vorträge an der Benediktiner-Abtei Hagia Maria Sion (Dormitio Mariae) in Jerusalem.
Der Universität Rostock ist Niemann trotz eines Rufes an die Universität Heidelberg treu geblieben. Seit 2014 ist er emeritiert.
Er ist seit dem Jahre 2000 Mitglied der Finnischen Akademie der Wissenschaften und Literatur (Helsinki) und seit 2009 Mitglied der Evangelischen Forschungsakademie (Hannover). Niemann gehört der Evangelischen Michaelsbruderschaft sowie seit mehreren Wahlperioden dem Vorstand des Ortsverbandes Rostock des Deutschen Hochschulverbandes an und war 2004–2006 Vorsitzender des Ortsverbandes. 2013 wurde er erneut in dieses Ehrenamt gewählt.
Niemann war 2006 bis 2011 Mitglied der XIV. Landessynode der Evangelisch-Lutherischen Landeskirche Mecklenburgs und 2011 bis 2012 auch Mitglied der Verfassunggebenden Synode der Evangelisch-Lutherischen Kirche in Norddeutschland. 2014 wurde er in die Kirchenkreissynode des Kirchenkreises Mecklenburg berufen. Er ist seit 2008 Mitglied des Vorstandes des Deutschen Vereins zur Erforschung Palästinas.

## Forschungsinteressen
Niemanns Forschungsschwerpunkt ist die Geschichte und Archäologie Palästinas in biblischer Zeit.
Steht seine Dissertation über die Geschichte des Stammes Dan noch ganz in der Tradition einer in erster Linie auf der überlieferungsgeschichtlichen Arbeit an alttestamentlichen Texten aufbauenden Geschichte Israels, wie sie etwa in der „Geschichte Israels“ von Martin Noth eine klassische Gesamtdarstellung gefunden hat, so hat sich Niemann ab seiner Habilitation einem Ansatz zugewandt, der von soziologischen und archäologischen Beobachtungen ausgeht und die Texte in deren Licht historisch auswertet.
Seit 1995 unternimmt er regelmäßig mit international zusammengesetzten Teams drittmittelfinanzierte Ausgrabungsprojekte in Israel und (2005) auch in der Türkei.
Einen Schwerpunkt bildete in den Jahren 1998–2000 Niemanns Beteiligung an der Ausgrabung der Tel Aviv University (Israel Finkelstein, David Ussishkin und Baruch Halpern) in Megiddo, einen anderen die Erforschung der südlichen Küstenebene Palästinas, wo er zusammen mit Gunnar Lehmann (Ben-Gurion-Universität im Negev, Beʾer Scheva) 1995 in der Gegend des biblischen Zora und Eschtaol sowie 2001–2003 auf dem Tell el-Fara (Süd) gegraben hat, 2006 einen archäologischen Survey in den Dünen zwischen Ashkelon und Ashdod durchführte und im Jahre 2007 ein Projekt in Qubûr al-Walâyidah in Angriff genommen hat. Diese Ortslage befindet sich bereits am östlichen Rand der Küstenebene am Übergang zur Steppe.
Von den Forschungen werden unter anderem Aufschlüsse über den Austausch zwischen Bewohnern der Küstenebene („Philistern“), der Schefela sowie dem Jüdäischen Bergland und dem nördlichen Negev erwartet. Darüber hinaus soll nach Differenzen zwischen Stadt und Land innerhalb der Kultur der Küstenebene gefragt werden. Dies ist insofern weiterführend, als in der Küstenebene bisher nur urbane Zentren ausgegraben und ausgiebig erforscht worden sind, während über die ländlichen Siedlungen noch wenig bekannt ist.

## Bibliographie (Auswahl)
- Die Daniten. Studien zur Geschichte eines altisraelitischen Stammes, FRLANT 135, Göttingen 1985, ISBN 978-3-525-53808-1.
- Herrschaft, Königtum und Staat. Skizzen zur soziokulturellen Entwicklung im monarchischen Israel, FAT 6, Tübingen 1993, ISBN 978-3-16-146059-3.
- History of Ancient Israel, Archaeology, and Bible. Collected Essays. Geschichte Israels, Archäologie und Bibel. Gesammelte Aufsätze. (Alter Orient und Altes Testament, Band 418). Ugarit-Verlag, Münster 2015, ISBN 978-3-86835-117-0.
- Geschichte Israels und Judas im Altertum. DE GRUYTER Studium. Walter de Gruyter, Berlin / Boston 2021. ISBN 978-3-11-014543-4. (zusammen mit Ernst Axel Knauf)
- Qubur al-Walayidah: Waren die Philister Krieger oder Bauern? In: Welt und Umwelt der Bibel, 17. Jg., Nr. 64, 2012, S. 64–65 (PDF auf academia.edu)
- Qubur al-Walayidah, Israel 2008. In: Welt und Umwelt der Bibel, 13. Jg., Nr. 47, 2008, S. 66–67 (PDF auf academia.edu)